# Me debes un muerto
Me debes un muerto es una película española de 1971 dirigida por José Luis Sáenz de Heredia. Es una versión humorística de la película Extraños en un tren.
Interpretación estelar de Concha Velasco, en la que fuera su quinta colaboración con el director José Luis Sáenz de Heredia tras La verbena de la Paloma, Historias de la televisión, Pero... ¿en qué país vivimos? y Relaciones casi públicas.

## Arena Caliente (cuadro flamenco)
- Concha Velasco
- Manolo Escobar
- Licia Calderón
- Roberto Camardiel
- Fabián Conde
- Beni Deus
- Alberto Fernández
- Angelita Font
- Baldomero García Escobar
- Juan Gabriel García Escobar
- Salvador García Escobar
- Antonio Garisa
- Agustín González
- Bárbara Lys
- Gracita Morales
- Jesús Guzmán
- Fabián Conde
- Venancio Muro
- Julián Navarro
- Angelita Font
- Jerry Johnson
- Evelyn Greaves